# Lager Reichenau

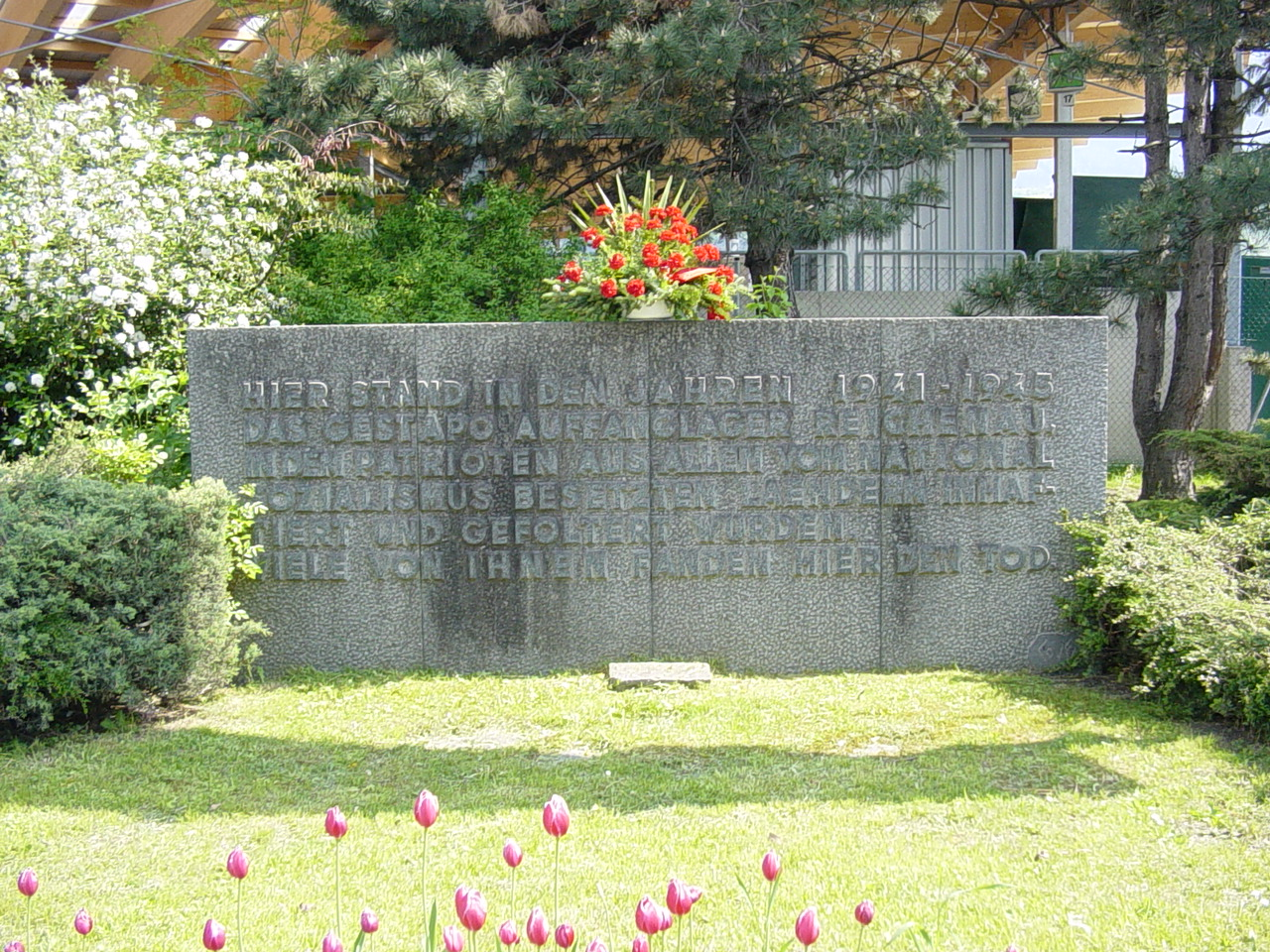
Der Gedenkstein zur Erinnerung an das Lager Reichenau

Das Lager Reichenau in Innsbruck-Reichenau wurde im August 1941 im Auftrag des Reichssicherheitshauptamtes (RSHA) Berlin in Zusammenarbeit mit dem Landesarbeitsamt Innsbruck errichtet.

## Geschichte

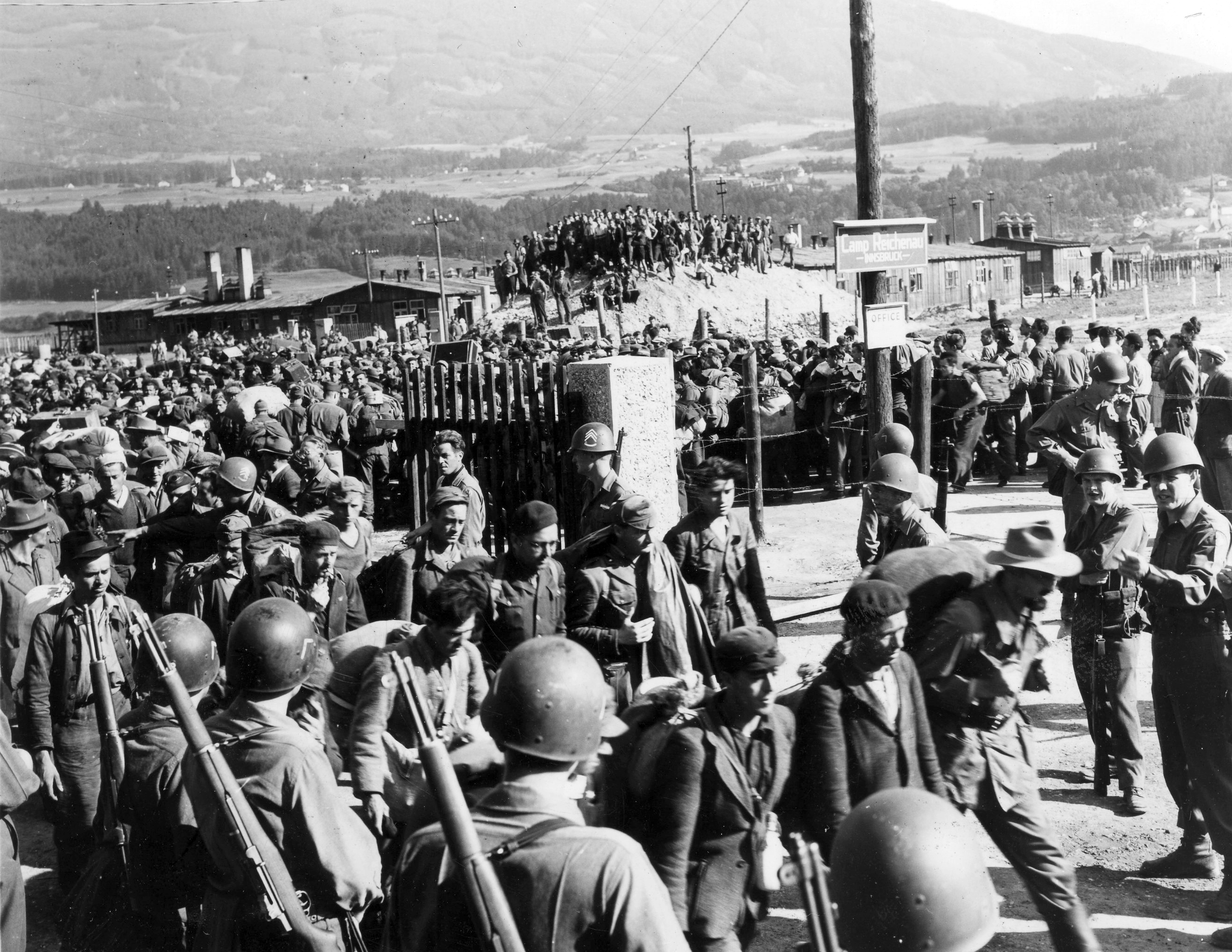
Italienische Flüchtlinge im Lager Reichenau, Juni 1945

Bis zum Sommer 1942 diente es seinem ursprünglichen Zweck als Auffanglager für italienische Zivilarbeiter, die aufgrund der zunehmenden Bombenangriffe im Jahre 1942 auf die deutschen Industriezentren nach Italien zurückkehrten. Diese sollten im Lager Reichenau gesammelt und dem Arbeitsamt als Zwangsarbeiter zugeführt werden. Da aber immer weniger italienische Zivilarbeiter aufgegriffen wurden, wurde das Lager zum Arbeitserziehungslager umfunktioniert. Es unterstand in dieser Form direkt dem jeweiligen Leiter der Gestapo Innsbruck und war dazu bestimmt, „die im Gau Tirol/Vorarlberg wegen Arbeitsvertragsbruchs, Blaumacherei oder Dienstpflichtverweigerung auffallenden männlichen Personen aufzunehmen und durch strikte Disziplin und schwere Arbeit zu brauchbaren Volksgenossen zu erziehen.“ Gegen Ende des Krieges wurden zunehmend auch politische Häftlinge der Gestapo Innsbruck in der Reichenau gefangengehalten. Ab 1943 diente das Lager auch als Durchgangslager für Juden aus Norditalien auf dem Weg ihrer Deportation, die seit 1944 vielfach aus dem Durchgangslager Bozen kamen. Insgesamt waren im Lager Reichenau rund 8500 Personen inhaftiert, von denen nachweislich 130 Menschen ermordet wurden oder durch unmenschliche Behandlung den Tod fanden.
Im April 1945 waren hier die 141 Sonder- und Sippenhäftlinge, die kurz darauf in Südtirol befreit wurden, für ein paar Tage untergebracht (→ Befreiung der SS-Geiseln in Südtirol).
Nach dem Krieg diente das Lager als Unterkunft für Displaced Persons und später für Menschen ohne oder mit niedrigem Einkommen. In den 1960er Jahren wurden die überwiegend aus Holz bestehenden Bauten abgerissen und das Gelände etwa 1,50 m hoch aufgeschüttet.
1972 wurde auf einem größeren Teil des Geländes der Recyclinghof der Stadt an der Trientlgasse errichtet.
Seit damals, 1972 erinnert am ehemaligen Grundstück des Lagers nahe der Einfahrt zum Recyclinghof ein Gedenkstein an die Opfer des Lagers Reichenau. Er trägt die Inschrift:
Hier stand in den Jahren 1941–1945

das Gestapo-Auffanglager Reichenau,

in dem Patrioten aus allen vom National-

sozialismus besetzten Ländern inhaf-

tiert und gefoltert wurden.

Viele von ihnen fanden hier den Tod.

## Beforschung ab 2022
2022 wurde im Innsbrucker Gemeinderat die Befassung einer Expertenkommission mit dem Lager Reichenau beschlossen, mit dem Ziel eine würdigere Gedenkstätte zu schaffen.
Die Expertenkommission aus:
- Christoph Haidacher, Tiroler Landesarchiv, Direktor
- Gabriele Hammermann, Leiterin der Gedenkstätte Dachau
- Lukas Morscher, Innsbrucker Stadtarchivs, Leiter
- Theresa Ringler, Gemeinderätin (Für Innsbruck)
- Sabine Pitscheider, Zeithistorikerin
- Dirk Rupnow, Zeithistoriker
- Horst Schreiber, Zeithistoriker
- Irene Heisz, Gemeinderätin (SPÖ) – Vorsitz

legte im Februar 2023 ihren Bericht vor. Die Geschichte von 112 Opfern wurde ermittelt. Die Errichtung einer Gedenk- und Lernstätte an einer innseitig gelegenen Grünfläche wird empfohlen.
2022 wurde der noch unverbaute Platz des Lagers neben den Bauten des 1972 errichteten Recyclinghofs Trientlgasse der Stadt mit Bodenradar untersucht. Im Mai 2023 erfolgten Grabungen durch das Archäologieinstitut der Universität Innsbruck. Im Oktober 2023 wurde über die Forschungsergebnisse berichtet. Demnach wurden in den 1960er Jahren die Baracken recht gründlich entfernt und das Gelände um 1,50 m aufgeschüttet. Auf der letzten unbebauten Wiesenfläche südlich des Recyclinghofs wurden Fundamente einer Baracke des Reichsarbeitsdienstes ergraben. Punktfundamente aus Beton, Holzpfähle und ein Raster aus zugespitzten Holzpflöcken werden als besonders materialsparende Bauweise beschrieben.
"Im „Arbeitserziehungs- und Zwangsarbeiterlager Reichenau“ wurden zwischen 1941 und 1945 etwa 8.500 Menschen, darunter zahlreiche politische Gefangene, inhaftiert, gefoltert und zur Zwangsarbeit verpflichtet, 114 Menschen wurden dort nachweislich ermordet."

## Dokumentarfilm
- Johannes Breit: Es ist besser, nicht zuviel um sich zu schauen. Das Arbeitserziehungslager Innsbruck-Reichenau 1941–1945. Absam 2008, DVD.